# Aktin-ähnliches Protein 2
Das Aktin-ähnliche Protein 2, abgekürzt ARP 2 vom Englischen Actin related protein 2, ist ein Protein, das das große strukturelle Homologie zu G-Aktin aufweist. Es wird vom Gen ACTR2 auf dem zweiten Chromosom des Menschen codiert. Das Aktin-ähnliche Protein 2 ist eine der sieben Untereinheiten des Arp 2/3-Komplexes. Weitere Funktionen sind noch nicht bekannt.

## Funktion
Das Protein interagiert mit dem Aktin-ähnlichen Protein 3, p16, p20, p21, p34 und p40 zum Arp 2/3-Komplex, der eine wichtige Rolle bei der Aktinnukleation und damit für die Beweglichkeit der Zelle spielt. Der Komplex bildet dafür ein Nukleationszentrum von dem aus die weitere Polymerisation von G-Aktion zu F-Aktin stattfindet, und das Aktinfilament somit verlängert wird. Es wird vermutet, dass die speziell ARP2 und 3 dabei ein Aktin-Dimer imitieren, dabei aber stabiler sind, als das Dimer selbst und so als Basis für die Nukleation dienen. ARP 2 ist daher vor allem am Zytoskelett, speziell an Pseudopodien lokalisiert.